# Great Dismal Swamp

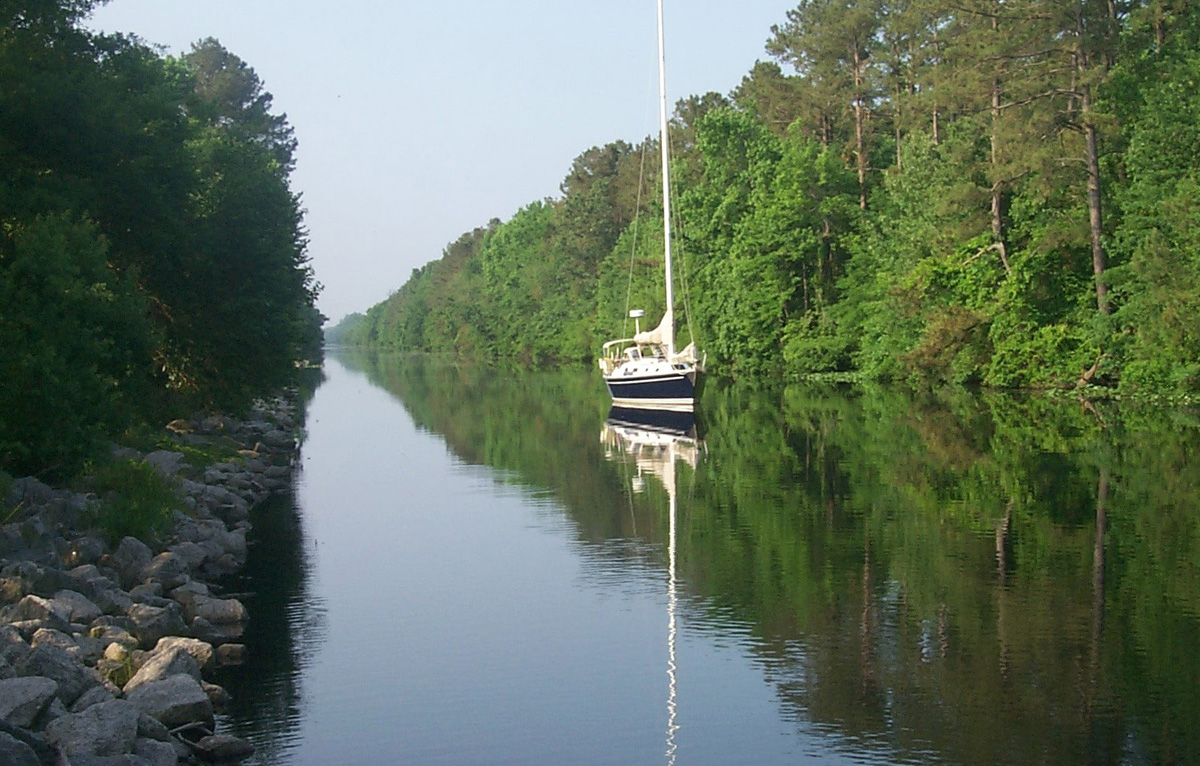
Great Dismal Swamp Canal

Der Great Dismal Swamp ist ein seit 1973 staatlich geschütztes Sumpfgebiet in der Küstenebene der Bundesstaaten Virginia und North Carolina in den Vereinigten Staaten. Das Areal besteht aus rund 500 km² bewaldeten Feuchtgebieten und einem 12,5 km² großen natürlichen See, dem Lake Drummond, in seiner Mitte. Den östlichen Rand des Sumpfes entlang verläuft der 1805 fertiggestellte Dismal Swamp Canal.

## Geschichte

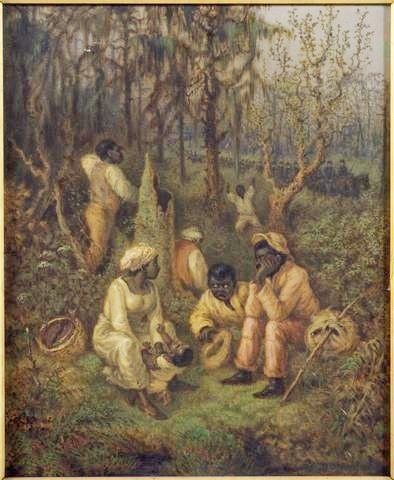
Geflohene Sklaven im Great Dismal Swamp, Ölbild von David Edward Cronin, 1888

Wissenschaftlichen Untersuchungen zufolge entstand der Great Dismal Swamp bei der letzten bedeutenden Verschiebung des amerikanischen Festlandsockels. Der Ursprung des Lake Drummond ist umstritten, für die ovale Form ist möglicherweise der Einschlag eines Meteoriten verantwortlich. Aus archäologischen Funden geht hervor, dass vor rund 13.000 Jahren die ersten Menschen im Sumpfgebiet lebten. Um 1650 gab es dort nur wenige Indianer, während die eingewanderten Europäer an der Besiedlung zunächst kein Interesse zeigten. Der Gouverneur der Provinz Carolina, William Drummond, entdeckte 1665 bei einem Jagdausflug den See, der seinen Namen trägt. William Byrd II. führte 1728 einen Vermessungstrupp durch den Sumpf, um die Grenzlinie zwischen Virginia und North Carolina festzulegen. George Washington besichtigte 1763 erstmals das Gebiet und gründete die Dismal Swamp Land Company mit dem Ziel, Teile des Sumpfs trockenzulegen und abzuholzen. Ein etwa 8 km langer Entwässerungsgraben an der Westseite heißt noch heute Washington Ditch. Der Sumpf war zwischen 1780 und 1862 zeitweilig Aufenthaltsort für entlaufene Sklaven, die Great Dismal Swamp Maroons, und Station der legendären Underground Railroad.
1805 wurde der Dismal Swamp Canal eröffnet. Er führt am östlichen Rand des Sumpfes entlang und ist der älteste noch funktionstüchtige Kanal der Vereinigten Staaten. Heute verbindet er die Chesapeake Bay mit dem Albemarle Sound und über 2.000 Boote und Jachten passieren jährlich den Kanal.
Das Abholzen des Sumpfes war bis 1976 eine wirtschaftlich lohnende Tätigkeit. Das gesamte Gebiet wird von periodischen Waldbränden heimgesucht und wurde mindestens einmal völlig abgeholzt. Landwirtschafts-, Wirtschafts- und Besiedlungsprojekte zerstörten große Teile des Sumpfes, der heute weniger als die Hälfte seiner ursprünglichen Größe besitzt. Vor der Einrichtung zum Naturpark wurden rund 260 km Straßen gebaut, um das Holz abzutransportieren. Diese Straßen beeinträchtigten die natürliche Hydrologie des Sumpfes, behinderten den Durchfluss an der Wasseroberfläche und führten an manchen Stellen zu dauerhaften Überschwemmungen. Nach den Abholzaktionen ersetzte man den natürlichen Baumbestand an Zypressen und Kiefern überwiegend durch Rot-Ahorn.
1973 wurde der Great Dismal Swamp National Wildlife Refuge nach einer Landspende von 49.100 Acres (198,7 km²) gegründet, und der Naturpark soll eine der letzten großen ursprünglichen Landschaften in den Vereinigten Staaten bewahren. Ziel der Renaturierungsmaßnahmen ist Wiederherstellung und Erhaltung der natürlichen biologischen Vielfalt, wie sie vor dem Eingriff des Menschen bestand.

## Flora und Fauna
Der Baumbestand des Sumpfes setzt sich überwiegend aus Kiefern (Pinus), Weißen Scheinzypressen (Chamaecyparis thyoides), Rot-Ahorn (Acer rubrum), Sumpfzypressen (Taxodium distichum) und Pappeln (Populus heterophylla) zusammen. An den nicht bewaldeten Stellen und im übrigen Sumpfgebiet wachsen Torfmoose (Sphagnum) und immergrüne Sträucher. Der Rot-Ahorn ist am häufigsten anzutreffen und breitet sich immer mehr aus, während die früher vorherrschenden Bäume, wie Zypressen und Kiefern, nur noch 20 Prozent des Baumbestandes ausmachen. Drei Pflanzenarten im Sumpf verdienen besondere Erwähnung, nämlich die Zwerg-Waldlilie (Trillium nivale), die Seidige Scheinkamelie (Stewartia malacodendron) und der Wurmfarn (Dryopteris celsa). Die Zwerg-Waldlilie ist im nordwestlichen Sumpfbereich zu finden und blüht jährlich zwei Wochen lang im März. Die Seidige Scheinkamelie ist ebenfalls im nordwestlichen Teil des Sumpfes beheimatet. Der Wurmfarn ist einer der seltensten nordamerikanischen Farne und im Dismal-Sumpf häufiger anzutreffen als andernorts.
Seit seiner Einrichtung als Naturschutzgebiet wurden über 200 verschiedene Vogelarten im Sumpfgebiet gezählt, von denen 93 Arten dort nisten. Die höchste Zahl an Vogelarten wurde in den Monaten April bis Juni bei der Ankunft der Zugvögel beobachtet. Im Winter ziehen Wanderdrosseln und Stärlinge in großen Schwärmen in den Sumpf. Zwei Waldsängerarten, der Swainson-Waldsänger (Lymnothlypis swainsonii) und der Grün-Waldsänger (Dendroica virens waynei), sind hier häufiger anzutreffen als in anderen Küstenabschnitten der USA. Zu den interessantesten Vogelarten zählen weiterhin die Brautente (Aix ponsa), der Streifenkauz (Strix varia), der Helmspecht (Dryocubus pileatus) und der Zitronenwaldsänger (Protonotaria citrea).
Die Säugetiere sind mit Weißwedelhirsch, Fischotter, Fledermaus, Waschbär, Nerz, Graufuchs und Grauhörnchen vertreten. Seltener wurden Schwarzbären und Rotluchse beobachtet.
Es gibt 21 Schlangenarten im Sumpfgebiet, davon drei giftige Spezies, nämlich der Nordamerikanische Kupferkopf (Agkistrodon contotrix), die weniger bekannte Wassermokassinotter (Agkistrodon piscivorus) und die Wald-Klapperschlange (Crotalus horridus). Darüber hinaus wurden hier insgesamt 56 Arten an Eidechsen, Salamandern, Fröschen, Kröten und Schildkröten gezählt, darunter die Gelbbauch-Schmuckschildkröte (Trachemys scripta scripta) und die Tropfenschildkröte (Clemmis guttata).